# العبودية في روما القديمة

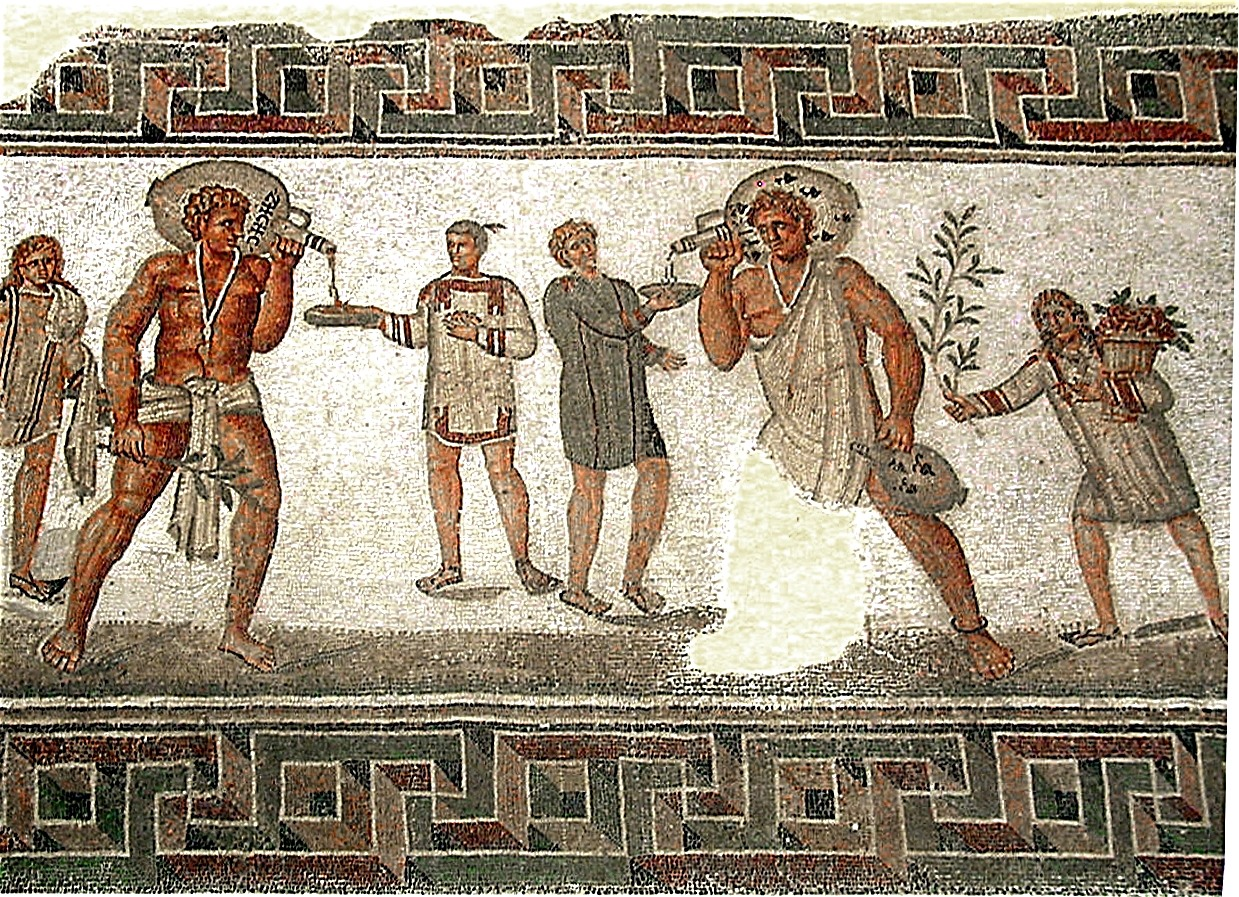
فسيفساء رومانية من دقة، تونس (القرن الثاني الميلادي): العبدان اللذان يحملان جرة الخمر يلبسان ملابس الرقيق التقليدية وتميمة ضد العين الشريرة على قلادة؛ الصبي الرقيق إلى اليسار يحمل الماء والمناشف، وواحد على اليمين غصن وسلة من الزهور

لعبت العبودية في روما القديمة دورًا هامًا في المجتمع والاقتصاد. إلى جانب العمل اليدوي، قام العبيد بالعديد من الخدمات المنزلية، وربما تم توظيفهم في وظائف ومهن ذات مهارات عالية. كان المحاسبون والأطباء في كثير من الأحيان عبيدًا. العبيد من أصل يوناني على وجه الخصوص قد يكونون متعلمين تعليمًا عاليًا. عبيد غير مهرة، أو أولئك الذين حكموا على يهم بالعبودية كعقاب، عملوا في المزارع، في المناجم، وفي المطاحن: ظروفهم المعيشية كانت صعبة، وحياتهم قصيرة.
اعتُبر العبيد كالممتلكات وفقًا للقانون الروماني ولم يحظوا بشخصية قانونية. لا يحرَّر معظم العبيد مطلقًا. على عكس المواطنين الرومان، كان من الممكن أن يتعرضوا للعقوبة البدنية والاستغلال الجنسي (كانت المومسات في كثير من الأحيان من العبيد) والتعذيب والإعدام بإجراءات موجزة. مع مرور الوقت، حصل العبيد على حماية قانونية متزايدة، بما في ذلك الحق في تقديم شكاوى ضد أسيادهم.
كان التوسع العسكري الروماني خلال عهد الجمهورية مصدرًا رئيسيًا للعبيد. ربما أدى استخدام جنود العدو السابقين كعبيد إلى سلسلة من التمردات المسلحة الجماعية سُميت حروب العبيد الرومانية؛ قاد سبارتاكوس آخر حرب فيها. خلال فترة باكس رومانا للإمبراطورية الرومانية المبكرة (القرنين الأول والثاني بعد الميلاد)، تم التركيز على الحفاظ على الاستقرار، وقضت قلة الغزوات الإقليمية الجديدة على خط الإمداد للاتجار بالبشر. للحفاظ على قوة العمل المستعبَدة، وُضعت قيود قانونية متزايدة على تحرير العبيد. وجرت ملاحقة العبيد الهاربين وإعادتهم (غالبًا مقابل الحصول على مكافأة). وكانت هناك أيضًا حالات كثيرة باع فيها الفقراء أطفالهم لجيران أكثر ثراء كعبيد في أوقات الشدة.

## أصولها
في كتابه المؤسسات (161 بعد الميلاد)، كتب القانوني الروماني غايوس ما يلي:
[العبودية] هي الحالة التي يعرّفها قانون الشعوب وفيها يخضع شخص ما لسيطرة شخص آخر بشكل يتعارض مع الطبيعة.
- غايوس، المؤسسات 2.3.1
يشير المؤرخ اليوناني ديونيسيوس من هاليكارناسوس في القرن الأول قبل الميلاد إلى أن المؤسسة الرومانية للعبودية بدأت مع المؤسس الأسطوري روميولوس الذي منح الآباء الرومان الحق في بيع أطفالهم إلى العبودية، واستمرت في التزايد مع توسع الجمهورية الرومانية. كانت ملكية العبيد أكثر انتشارًا بين المواطنين الرومان من الحرب البونيقية الثانية (218–201 قبل الميلاد) إلى القرن الرابع الميلادي. يسجّل الجغرافي اليوناني سترابو (القرن الأول الميلادي) كيف نتجت تجارة رقيق هائلة من انهيار الإمبراطورية السلوقية (100-63 قبل الميلاد).
يحتوي قانون اللوائح الإثني عشر -أقدم مدونة قانونية في روما- إشارات موجزة إلى العبودية، ما يشير إلى أن المؤسسة تعود إلى أمد بعيد. في التقسيم الثلاثي للقانون الذي وضعه القانونيّ أولبيان (القرن الثاني الميلادي)، كانت العبودية أحد جوانب قانون الشعوب، وهو القانون الدولي العرفي المشترك بين جميع الشعوب. لم يكن «قانون الشعوب» يعتبر قانونًا طبيعيًا، يُعتقد أنه موجود في الطبيعة ويحكم الحيوانات وكذلك البشر، ولا قانونًا مدنيًا، ينتمي إلى مجموعات القوانين الجديدة الخاصة بشعب ما في المجتمعات الغربية. يولد جميع البشر أحرارًا بموجب القانون الطبيعي، لكن العبودية اعتُبرت ممارسة شائعة لدى جميع الأمم التي قد يكون لديها قوانين مدنية محددة تتعلق بالعبيد. في الحروب القديمة، كان للمنتصر الحق في استعباد السكان المهزومين بموجب قانون الشعوب؛ ومع ذلك، إذا تم التوصل إلى تسوية من خلال المفاوضات الدبلوماسية أو الاستسلام الرسمي، يكون الناس بمنأى عن العنف والاستعباد وفقًا للقانون العرفي. لم يكن قانون الشعوب مدونة قانونية، وأي سلطة تضمنها اعتمدت على «الامتثال المعقول لمعايير السلوك الدولي».
فيرني (فيرنا للمفرد) هم العبيد الذين كانوا يولدون داخل أسرة أو في مزرعة عائلية أو مزرعة زراعية (فيلا). كان هناك التزام اجتماعي أقوى لرعاية الفيرني، إذ تعرّفهم مرثياتهم في بعض الأحيان على هذا النحو، وفي بعض الأحيان أصبحوا أبناء الذكور الأحرار في الأسرة. الكلمة اللاتينية العامة لكلمة عبد هي سيرفس.

## العبودية والحرب
خلال الفترة الرومانية جُلب العديد من العبيد إلى السوق الرومانية عن طريق الحرب. أُعيد العديد من الأسرى كغنيمة حرب أو بيعوا للتجار، وتستشهد مصادر قديمة بأنه جرى أسر ما يتراوح من مئات إلى عشرات الآلاف من العبيد في كل حرب. شملت هذه الحروب كل حرب غزو رئيسية من الفترة الملكية إلى الفترة الإمبراطورية، بالإضافة إلى الحروب الاجتماعية والسامنية. ساهم أيضًا السجناء الذين قُبض عليهم أو أُعيد القبض عليهم بعد حروب العبيد الرومانية الثلاثة (135-132، 104-100، و 73-71 قبل الميلاد على التوالي) في توريد الرقيق. في حين قدمت الحروب في عهد الجمهورية الأعداد الأكبر من الأسرى، استمرت الحروب في إنتاج العبيد لروما طوال الفترة الإمبراطورية.
للقرصنة تاريخ طويل في إمداد تجارة الرقيق، ولم تكن فترة الجمهورية الرومانية مختلفة. كانت القرصنة مربحة بشكل خاص في قيليقية حيث عمل القراصنة دون عقاب من عدد من الحصون. يعود الفضل لبومبيوس في القضاء على القرصنة بشكل فعال في البحر الأبيض المتوسط في 67 قبل الميلاد. على الرغم من أنه تم إيقاف القرصنة على نطاق واسع في عهد بومبيوس والسيطرة عليها في ظل الإمبراطورية الرومانية، إلا أنها ظلت مؤسسة ثابتة واستمر الاختطاف عن طريق القرصنة في المساهمة في توريد الرقيق الروماني. أعرب أوغسطينوس عن أسفه لممارسة الاختطاف على نطاق واسع في شمال إفريقيا في أوائل القرن الخامس الميلادي.

## التجارة والاقتصاد
خلال فترة التوسع الإمبراطوري الروماني، أدى ازدياد الثراء لدى النخبة الرومانية والنمو الكبير للرق إلى إحداث تغيير في الاقتصاد. على الرغم من اعتماد الاقتصاد على العبودية، إلا أن روما لم تكن الثقافة الأكثر اعتمادًا على العبيد في التاريخ. بين الإسبرطيين مثلًا، فاق عدد العبيد في الهيلوتس عدد الأحرار بنحو سبعة مقابل واحد، وفقًا لهيرودوت. على أي حال، فإن الدور الإجمالي الذي لعبته العبودية في الاقتصاد الروماني هو موضوع ناقشه الباحثون.
أُنشئت جزيرة ديلوس في شرق البحر الأبيض المتوسط كميناء حر في عام 166 قبل الميلاد وأصبحت من الأسواق الرئيسية للعبيد. اشترى أصحاب الأراضي الأثرياء الذين يحتاجون إلى أعداد كبيرة من العبيد للعمل في مزارعهم حشودًا من العبيد الذين وصلوا إلى إيطاليا. أشار المؤرخ كيث هوبكنز إلى أن استثمار الأراضي والإنتاج الزراعي ولّدا ثروة كبيرة في إيطاليا، واعتبر أن الغزوات العسكرية التي شنتها روما وما جلبته لاحقًا من الثروات الهائلة والعبيد إلى إيطاليا أحدثت تأثيرات مماثلة للابتكارات التكنولوجية الواسعة النطاق والسريعة.
فرض أغسطس ضريبة بنسبة 2 في المئة على بيع العبيد، ويقدَّر أنها ولّدت عائدات سنوية بلغت نحو 5 ملايين سيسترتيوس، وهو رقم يشير إلى حوالي 250 ألف عبد. فُرضت زيادة على الضريبة لتصل إلى 4 بالمئة بحلول 43 م. يبدو أن أسواق العبيد كانت موجودة في كل مدينة من مدن الإمبراطورية، ولكن خارج روما كان المركز الرئيسي هو أفسس. 